# Elbchaussee 215
Das Haus Elbchaussee 215 ist ein repräsentatives Gebäude in Hamburg-Othmarschen.

## Beschreibung
Das Gebäude liegt an der Elbchaussee mit Blick auf die Elbe. Es wurde Ende des 18. Jahrhunderts als Landhaus Thornton errichtet und war Sommersitz des wohlhabenden Kaufmanns John Thornton. 1914 oder 1922 wurde an Stelle des alten Gebäudes ein neues Haus im Baustil des Neoklassizismus errichtet.
Das Gebäude zählt zu den Bau- und Kunstdenkmalen der Freien und Hansestadt Hamburg.